# 寧福院
寧福院（ねいふくいん、応安3年/正平25年（1370年） - 応永28年2月10日（1421年3月13日））は、室町時代前期の女性。室町幕府第3代将軍・足利義満の側室。

## 生涯
相当な武家の娘であると推測されている。貞順にして婉容で、義満から側室に選ばれて持したという。義満との間には娘の大慈院聖久が産まれている。それにより、従三位に叙された。後に絶海中津に帰依した。応永28年（1421年）2月10日に死去。享年52。戒名は寧福院殿従三位光厳大禅定尼。
義満の側室の源春子、あるいは北向三品局と同一人物説もあるが、定かではない。